# Ett anständigt liv
Ett anständigt liv è un documentario del 1979 diretto da Stefan Jarl.

## Riconoscimenti
Guldbagge - 1979
Miglior film
Miglior regista a Stefan Jarl